# Loučky (přírodní rezervace)
Loučky byla přírodní rezervace (původní německý název: Staffelstein) ev. č. 222 poblíž obce Vílanec v okrese Jihlava v Kraji Vysočina. Byla zřízena již v meziválečném období dne 14. června 1930 na základě usnesení jihlavské městské rady, a to z popudu předsedy Přírodovědeckého klubu v Jihlavě dr.  Josefa Ambrože. Vyhlášena byla pod dobovým německým názvem Staffelstein jakožto lesní rezervace v pralesovité části bývalého lesního oddělení 26, která byla vyňata z obhospodařování. V terénu byly její hranice vyznačeny příkopem. Rezervace byla publikována  výnosem Ministerstva školství a  národní osvěty ČSR dne 31. prosince 1933 pod číslem 143.547-V a k 1. 1. 1937 v rozsahu 6,5 ha dle hospodářského plánu lesního byla z obhospodařování úplně vyloučena. V roce 1997 bylo toto chráněné území společně s blízkou rezervací Kloc (vyhlášené v roce 1942 jako Klotz) včetně mezilehlého listnatého porostu zahrnuto do nové přírodní rezervace V Klučí.
Důvodem ochrany byla přirozená smíšená bučina.